# 374 a. C.
El año 374 a. C. fue un año del calendario romano prejuliano. En el Imperio romano se conocía como el Segundo año sin Tribunado o Consulado (o menos frecuentemente, año 380 Ab urbe condita).

## Acontecimientos

### Chipre
- El rey de Salamina, Evágoras, es asesinado. Le sucede su hijo Nicocles, quien continúa la política helenizante liberal de su padre en Chipre, animado por Isócrates, quien scribe su Exhortación a Nicocles.

### Grecia
- Atenas intenta retirarse de la guerra espartano-tebana y hace la paz con Esparta. Sin embargo, la paz se rompe rápidamente.
- Esparta ataca Corcira, alistando a tropas siracusanas. Atenas acude en ayuda de la isla. El general ateniense Timoteo, captura Córcira y derrota a los espartanos en el mar frente a Alyzia (Acarnania).

## Fallecimientos
- Evágoras I, rey de Salamina, Chipre.

- Datos: Q227877